# 西班牙国家图书馆
西班牙国家图书馆（西班牙語：Biblioteca Nacional de España）是西班牙的國家圖書館，也是西班牙最大的图书馆，位於馬德里的雷科萊托斯大道。

## 历史
1712年，西班牙国王腓力五世创建了该图书馆，当时名為「宮廷公共圖書館」（Biblioteca Pública de Palacio）。1836年，该图书馆移交政府，成为西班牙的国家图书馆，並改為現名。

## 外部連結
维基共享资源上的相關多媒體資源：西班牙国家图书馆
- 西班牙國家圖書館官方網站 （页面存档备份，存于）（西班牙文）（文）（巴斯克文）（加利西亞文）（英文）（法文）